# Нью-Меріленд (парафія, Нью-Брансвік)
Нью-Меріленд (англ. New Maryland) — парафія в Канаді, у провінції Нью-Брансвік, у складі графства Йорк.

## Населення
За даними перепису 2016 року, парафія нараховувала 2606 осіб, показавши зростання на 5,7%, порівняно з 2011-м роком. Середня густина населення становила 6,9 осіб/км².
З офіційних мов обидвома одночасно володіли 605 жителів, тільки англійською — 1 980, тільки французькою — 20. Усього 40 осіб вважали рідною мовою не одну з офіційних.
Працездатне населення становило 71,8% усього населення, рівень безробіття — 6,1% (5,7% серед чоловіків та 7,2% серед жінок). 92,3% осіб були найманими працівниками, а 6,5% — самозайнятими.
Середній дохід на особу становив $46 183 (медіана $42 445), при цьому для чоловіків — $53 472, а для жінок $38 644 (медіани — $51 797 та $34 121 відповідно).
30,5% мешканців мали закінчену шкільну освіту, не мали закінченої шкільної освіти — 13,4%, 56,1% мали післяшкільну освіту, з яких 42,8% мали диплом бакалавра, або вищий, 15 осіб мали вчений ступінь.
| Статево-вікова структура населення | Статево-вікова структура населення | Статево-вікова структура населення | Статево-вікова структура населення | Статево-вікова структура населення |
| ---------------------------------- | ---------------------------------- | ---------------------------------- | ---------------------------------- | ---------------------------------- |
|                                    |                                    |                                    |                                    |                                    |
| Всього                             | Всього                             | 49,4%50,6%                         |                                    |                                    |
| 0 — 14 років                       | 0 — 14 років                       |                                    | 19%                                | 19%                                |
| 15 — 64 років                      | 15 — 64 років                      |                                    | 67,9%                              | 67,9%                              |
| 65 і більше                        | 65 і більше                        |                                    | 13,1%                              | 13,1%                              |
| 85 і більше                        | 85 і більше                        |                                    | 0,6%                               | 0,6%                               |
| Середній вік (років)               | Середній вік (років)               | 39,439,0                           | 39,2                               | 39,2                               |
| Медіана (років)                    | Медіана (років)                    | 40,740,2                           | 40,5                               | 40,5                               |
| — чоловіки — жінки                 |                                    |                                    |                                    |                                    |

| Походження мешканців:     | Походження мешканців:     | Походження мешканців: | Походження мешканців: | Походження мешканців: |
| ------------------------- | ------------------------- | --------------------- | --------------------- | --------------------- |
| Походження                |                           |                       | осіб                  | %                     |
| Корінні американці        | Корінні американці        |                       | 180                   | 6.94%                 |
| Інше північноамериканське | Інше північноамериканське |                       | 1 180                 | 45.47%                |
| Європейське               | Європейське               |                       | 1 915                 | 73.8%                 |
| британське                | британське                |                       | 1 630                 | 62.81%                |
| французьке                | французьке                |                       | 525                   | 20.23%                |
| українське                | українське                |                       | 55                    | 2.12%                 |
| Азійське                  | Азійське                  |                       | 10                    | 0.39%                 |
| Океанійське               | Океанійське               |                       | 15                    | 0.58%                 |

| Зайнятість населення за галузями (за класифікацією NOC): | Зайнятість населення за галузями (за класифікацією NOC): | Зайнятість населення за галузями (за класифікацією NOC): | Зайнятість населення за галузями (за класифікацією NOC): | Зайнятість населення за галузями (за класифікацією NOC): |
| -------------------------------------------------------- | -------------------------------------------------------- | -------------------------------------------------------- | -------------------------------------------------------- | -------------------------------------------------------- |
|                                                          |                                                          |                                                          |                                                          |                                                          |
| Управління                                               | Управління                                               |                                                          | 10,5%                                                    | 10,5%                                                    |
| Бізнес, фінанси та адміністрування                       | Бізнес, фінанси та адміністрування                       |                                                          | 13,7%                                                    | 13,7%                                                    |
| Природничі та прикладні науки                            | Природничі та прикладні науки                            |                                                          | 9,2%                                                     | 9,2%                                                     |
| Охорона здоров'я                                         | Охорона здоров'я                                         |                                                          | 7,8%                                                     | 7,8%                                                     |
| Освіта, правозахист, муніципальні та урядові служби      | Освіта, правозахист, муніципальні та урядові служби      |                                                          | 18,6%                                                    | 18,6%                                                    |
| Мистецтво, культура, відпочинок та спорт                 | Мистецтво, культура, відпочинок та спорт                 |                                                          | 1,3%                                                     | 1,3%                                                     |
| Роздрібна торгівля та послуги                            | Роздрібна торгівля та послуги                            |                                                          | 21,2%                                                    | 21,2%                                                    |
| Гуртова торгівля, транспорт та обладнання                | Гуртова торгівля, транспорт та обладнання                |                                                          | 14,4%                                                    | 14,4%                                                    |
| Природні ресурси, сільське господарство                  | Природні ресурси, сільське господарство                  |                                                          | 2%                                                       | 2%                                                       |
| Виробництво                                              | Виробництво                                              |                                                          | 1,6%                                                     | 1,6%                                                     |

## Клімат
Середня річна температура становить 5,3°C, середня максимальна – 23,3°C, а середня мінімальна – -15,9°C. Середня річна кількість опадів – 1 172 мм.
| Клімат поселення                              | Клімат поселення | Клімат поселення | Клімат поселення | Клімат поселення | Клімат поселення | Клімат поселення | Клімат поселення | Клімат поселення | Клімат поселення | Клімат поселення | Клімат поселення | Клімат поселення | Клімат поселення |
| Показник                                      | Січ.             | Лют.             | Бер.             | Квіт.            | Трав.            | Черв.            | Лип.             | Серп.            | Вер.             | Жовт.            | Лист.            | Груд.            |                  |
| Середній максимум, °C                         | −3,04            | −1,58            | 3,82             | 10,39            | 17,04            | 21,94            | 23,26            | 22,63            | 17,71            | 11,71            | 5,66             | −1,74            |                  |
| Середня температура, °C                       | −9,47            | −8               | −2,6             | 3,98             | 10,62            | 15,53            | 18,87            | 18,23            | 13,32            | 7,32             | 1,28             | −6,12            |                  |
| Середній мінімум, °C                          | −15,89           | −14,4            | −9,01            | −2,43            | 4,21             | 9,12             | 14,47            | 13,84            | 8,93             | 2,93             | −3,11            | −10,52           |                  |
| Норма опадів, мм                              | 108              | 71               | 96               | 91               | 109              | 93               | 98               | 90               | 95               | 100              | 112              | 109              |                  |
| Середньомісячна швидкість вітру, м/с          | 3.65             | 3.70             | 3.89             | 3.70             | 3.40             | 3.00             | 2.65             | 2.50             | 2.80             | 3.20             | 3.46             | 3.60             |                  |
| Середньомісячна сонячна радіація, кДж/м²·день | 5382             | 8608             | 12325            | 15464            | 18230            | 20252            | 19950            | 17689            | 13200            | 8510             | 5072             | 4219             |                  |
| --------------------------------------------- | ---------------- | ---------------- | ---------------- | ---------------- | ---------------- | ---------------- | ---------------- | ---------------- | ---------------- | ---------------- | ---------------- | ---------------- | ---------------- |
| Джерело:                                      |                  |                  |                  |                  |                  |                  |                  |                  |                  |                  |                  |                  |                  |